# Nykøbing Falster-kredsen
Nykøbing Falster-kredsen var en opstillingskreds i Storstrøms Amtskreds fra 1971 til 2006. I 1920-1970 var opstillingskredsen en del af Maribo Amtskreds. Kredsen var en valgkreds fra 1849 til 1919. Kredsen blev nedlagt i 2007. Området indgår nu i Sjællands Storkreds. 
Den 8. februar 2005 var der 37.918 stemmeberettigede vælgere i kredsen.
Kredsen rummede i 2005 flg. kommuner og valgsteder::
1. Nykøbing Falster Kommune
  1. Bykredsen
  2. Grænge Kreds
  3. Kraghave Kreds
  4. Nørre Kreds Vest
  5. Nørre Kreds Øst
  6. Sundby Kreds
  7. Systofte Kreds
  8. Tingsted Kreds
  9. Toreby Kreds
  10. Østre Kreds Nord
  11. Østre Kreds Syd
2. Nørre Alslev Kommune
  1. Eskilstrup
  2. Gundslev
  3. Kippinge
  4. Nørre Alslev
  5. Nørre Vedby
  6. Orehoved
  7. Torkilstrup / Lillebrænde
  8. Vålse
  9. Ønslev
3. Stubbekøbing Kommune
  1. Horbelev
  2. Karleby-Horreby-Nr.Ørslev
  3. Stubbekøbing
4. Sydfalster Kommune
  1. Gedser
  2. Idestrup
  3. Skelby
  4. Væggerløse